# روبن ليما
روبن ليما (بالبرتغالية: Rúben Alexandre Rocha Lima‏) هو لاعب كرة قدم برتغالي في مركز الدفاع، ولد في 3 أكتوبر 1989 في لشبونة في البرتغال. شارك مع منتخب البرتغال تحت 17 سنة لكرة القدم ومنتخب البرتغال تحت 18 سنة لكرة القدم ومنتخب البرتغال تحت 19 سنة لكرة القدم ومنتخب البرتغال تحت 21 سنة لكرة القدم. أما مع النوادي، فقد لعب مع ديبورتيفو داس أيفيس ودينامو زغرب وفيتوريا سيتوبال ونادي أونياو دا ماديرا ونادي بنفيكا ونادي بيرا مار ونادي رييكا وهايدوك سبليت.

## وصلات خارجية
- روبن ليما على موقع قاعدة بيانات كرة القدم.إي يو (الإنجليزية)
- روبن ليما على موقع Soccerway.com (الإنجليزية)
- روبن ليما على موقع عالم كرة القدم.نت (الإنجليزية)
- روبن ليما على موقع AS.com (الإسبانية)